# Hydromorphus dunni
Espèce
Statut de conservation UICN

 DD  : Données insuffisantes
Hydromorphus dunni  est une espèce de serpents de la famille des Dipsadidae.

## Répartition
Cette espèce est endémique du Panama.

## Étymologie
Cette espèce est nommée en l'honneur de Emmett Reid Dunn.

## Publication originale
- Slevin, 1942 : Notes on a collection of reptiles from Boquete, Panama, with the description of a new species of Hydromorphus. Proceedings of the California Academy of Sciences, sér. 4, vol. 23, p. 463-480 (texte intégral).